# Antoine Duranthon
Pour les articles homonymes, voir Duranthon.
Antoine Duranthon ou Jacques Duranthon[réf. nécessaire], né le 14 septembre 1736 à Mussidan (actuelle Dordogne) et mort guillotiné le 20 décembre 1793 à Bordeaux, est un juriste français et un homme politique de la Révolution, membre du groupe des girondins, ministre de Louis XVI à l'époque de l'Assemblée législative (septembre 1791-septembre 1792). 

## Biographie
Avocat sous l'Ancien Régime, il devient procureur-syndic du district de Bordeaux après la réorganisation territoriale du royaume par l'Assemblée constituante (création des départements). 
Il est ministre de la Justice du 14 avril au 4 juillet 1792, succédant à Jean-Marie Roland, et assure l'intérim du ministère des Finances du 13 au 18 juin 1792. C'est l'époque du « ministère girondin », ce groupe ayant plusieurs autres ministres (Roland à l'Intérieur, Clavière aux Finances).
Sous la Convention (septembre 1792-octobre 1795), les girondins, qui dominent d'abord l'assemblée, sont vaincus par les montagnards à la suite des journées insurrectionnelles des 31 mai et 2 juin 1793. Nombre de girondins sont arrêtés, puis condamnés à mort dans les mois qui suivent, qui marquent le début de la Terreur. Duranthon fait quant à lui partie des ministres en poste pendant la Révolution à périr sur l'échafaud.